# Pachycephalosaurus
A Pachycephalosaurus (jelentése 'vastag fejű gyík', az ógörög παχυ- / pakhü- 'vastag', κεφαλη / kephale 'fej' és σαυρος / szaürosz 'gyík' szavak összetételéből) a pachycephalosaurida dinoszauruszok egyik neme, amely a késő kréta korban (a maastrichti korszakban) élt Észak-Amerikában. A maradványai, egy koponya és néhány vastag koponyatető Montana, Dél-Dakota és Wyoming területéről kerültek elő. Növényevő vagy mindenevő volt. Ez a dinoszaurusz monotipikus, azaz csak egyetlen faja ismert, a P. wyomingensis, a kréta–tercier kihalási esemény előtt élt utolsó röpképtelen dinoszauruszok egyike. Az Észak-Amerika nyugati részéről származó Tylosteus a Pachycephalosaurus szinonimájává vált.
A többi pachycephalosauridához hasonlóan a Pachycephalosaurus két lábon járó, rendkívül vastag koponyatetővel ellátott állat volt. Hosszú hátsó és rövid mellső lábakkal rendelkezetett. A Pachycephalosaurus a legnagyobb ismert pachycephalosaurus, melynek hossza körülbelül 4,5 méter, a tömege pedig 450 kilogramm lehetett.
A Pachycephalosaurus és a rokon nemek vastag koponyatetője adott alapot annak az elméletnek, ami szerint a pachycephalosaurusok a koponyájukat használták a fajtársakkal vívott harcok során. A későbbiekben ezt az elméletet kétségbe vonták.

## Anatómia

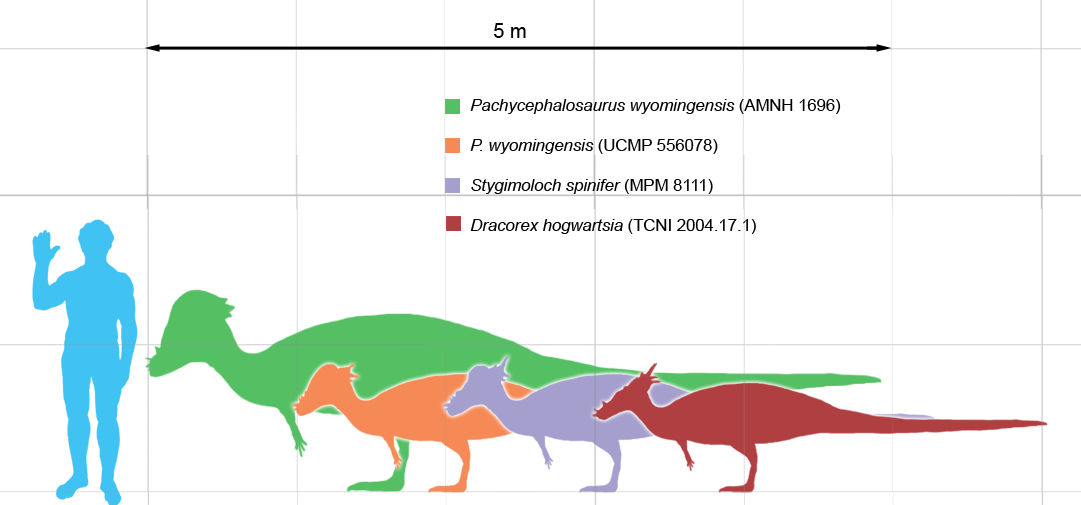
A Pachycephalosaurus wyomingensis és az ember méretének összehasonlítása

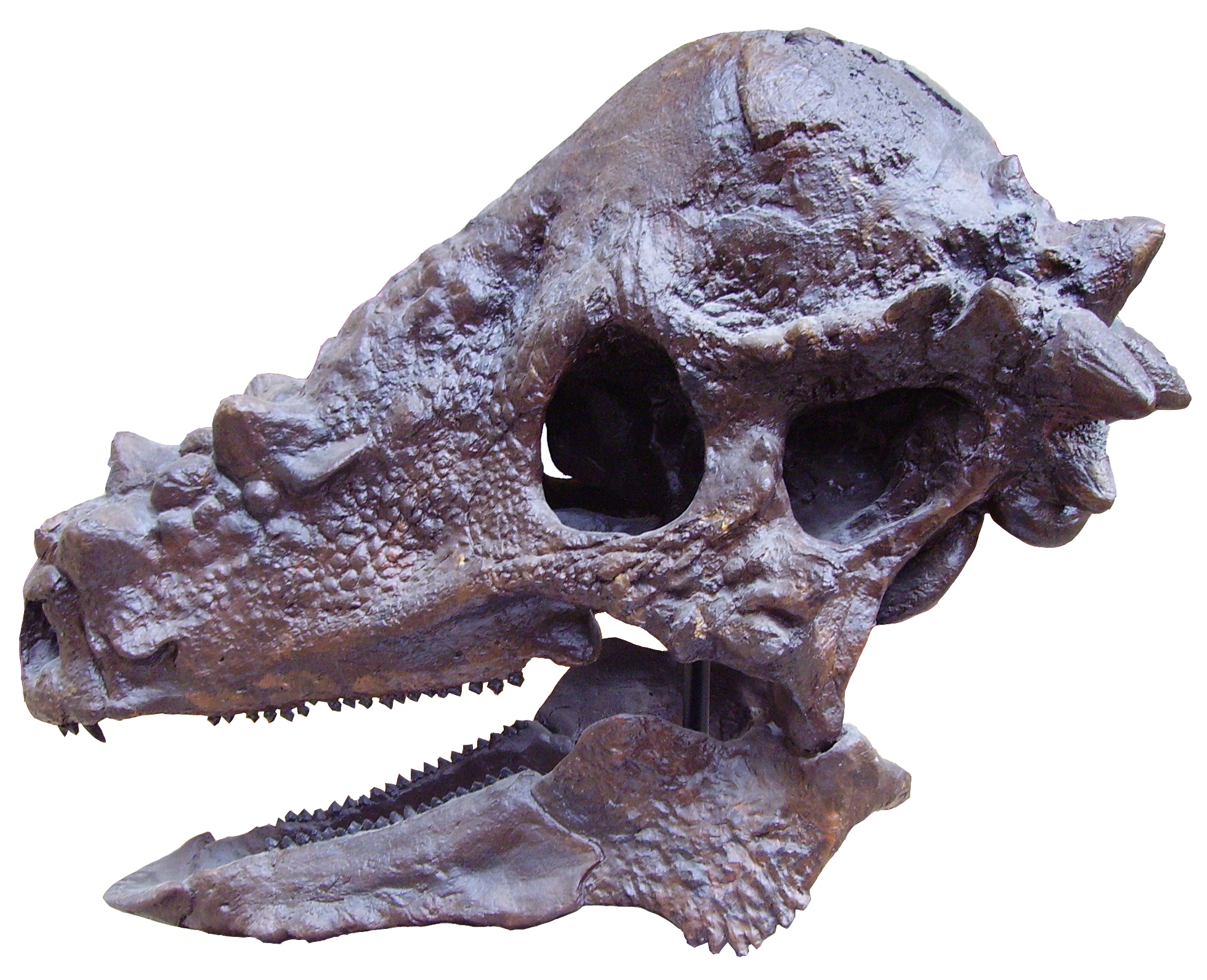
A Pachycephalosaurus koponyája az Oxfordi Egyetem Természetrajzi Múzeumában

A Pachycephalosaurus anatómiája kevéssé ismert, mivel csak a koponyája maradványairól készült leírás. A Pachycephalosaurus híres a koponyája tetején levő nagy, 25 centiméter vastag csontos kupoláról, ami jól kipárnázta az apró agyat. A kupola hátsó részét csontos dudorok, az orrnál pedig felfelé álló rövid csontos tüskék szegélyezték. Lehetséges, hogy a tüskék tompák voltak.
A koponya rövid volt, és nagy kerek szemnyílásokkal rendelkezett, melyek előrefelé irányultak, arra utalva, hogy az állat jól látott, és képes lehetett a binokuláris látásra. A Pachycephalosaurus kis pofája hegyes csőrben végződött. Apró fogain levél alakú koronák helyezkedtek el. A fejét S vagy U alakban hajlított nyak tartotta.
A Pachycephalosaurus valószínűleg két lábon járt, és a legnagyobb pachycephalosaurida dinoszaurusz volt. A többi pachycephalosauridától származó adatok alapján úgy becsülték, hogy a hossza mintegy 4,5 méter lehetett, azaz körülbelül megfelelt egy nagyobb autóénak. Meglehetősen rövid és vastag nyakkal, rövid mellső végtagokkal, zömök testtel, hosszú hátsó lábakkal és nehéz, valószínűleg elcsontosodott inakkal merevített farokkal rendelkezett.

## Osztályozás és rendszertan
A Pachycephalosauria csoport, melynek neve a Pachycephalosaurustól származik, a növényevő, madármedencéjű dinoszauruszok egyik kládja, amely a késő kréta korban Észak-Amerikában és Ázsiában élt. Két lábon álló testhelyzete ellenére talán jobban hasonlított a közeli rokonságába tartozó ceratopsiákhoz, mint az ornithopodákhoz.
A Pachycephalosaurus a Pachycephalosauria legismertebb (bár nem a legjobban megőrződött) tagja. Ebbe a kládba tartozik a Stenopelix, a Wannanosaurus, a Goyocephale, a Stegoceras, a Homalocephale, a Tylocephale, a Sphaerotholus és a Prenocephale. A Pachycephalosaurini nemzetségen belül a Pachycephalosaurus legközelebbi rokonságába a Dracorex és a Stygimoloch tartozik, bár lehetséges, hogy e nemek a Pachycephalosaurus fiatal formái.

## Felfedezés és történet

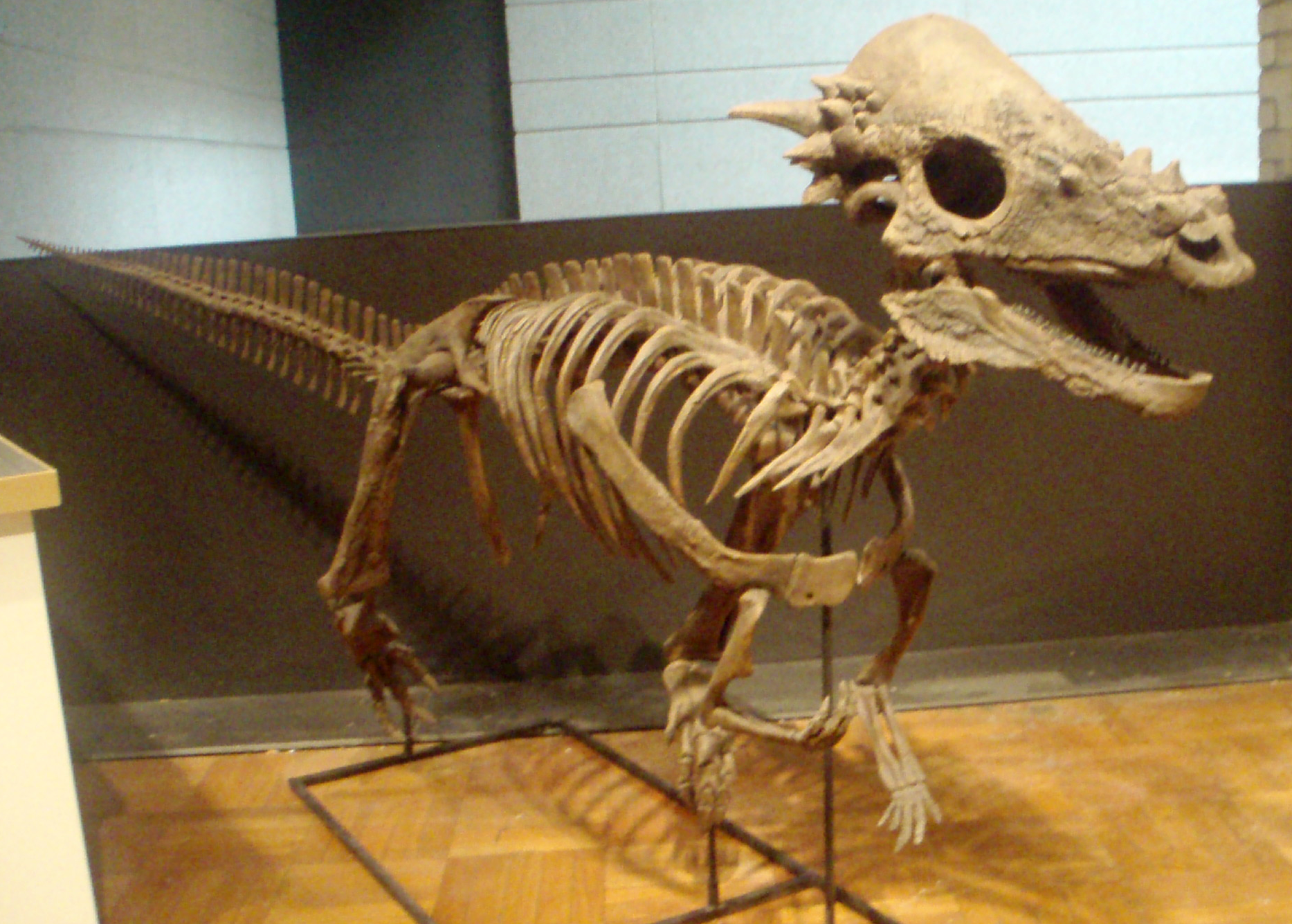
A Pachycephalosaurus csontváza a torontói Royal Ontario Múzeum kiállításán

A Pachycephalosaurushoz tartozó maradványokat az 1850-es évek elején találták meg. Donald Baird szerint az egyik korai fosszíliagyűjtő, Ferdinand Vandiveer Hayden 1859-ben vagy 1860-ban, Észak-Amerika nyugati felén, Montana délkeleti részén, a Missouri folyó forrásánál, a Lance-formációban egy csonttöredéket fedezett fel. Erről, a jelenleg ANSP 8568 jelzésű leletként ismert példányról, Joseph Leidy készített leírást 1872-ben, egy hüllő vagy egy armadillószerű állat bőrpáncéljaként. Valódi természete ismeretlen maradt egészen addig, amíg Baird egy évszázaddal később újra meg nem vizsgálta és squamosális csontként (a koponya hátulján levő egyik csontként) nem azonosította a leletet, melynek csontos dudorjai a Pachycephalosaurus más példányainál is megtalálhatók. Mivel a Tylosteus név korábbi a Pachycephalosaurusnál, a Zoológiai Nevezéktan Nemzetközi Kódexe szerint elsőbbséget élvez. Baird sikeresen kérvényezte, hogy a Pachycephalosaurus nevet használják a régebbi Tylosteus helyett, az utóbbi ugyanis ötven éven át nem volt használatban, és nem diagnosztikus leletanyagon, valamint gyenge földrajzi és rétegtani információn alapult. Lehetséges, hogy a történet itt nem ért véget, ugyanis Robert Sullivan 2006-ban kijelentette, hogy az ANSP 8568 jobban hasonlít a Dracorex megfelelő csontjához, mint a Pachycephalosauruséhoz. Az ügy fontossága nem határozható meg, de lehet, hogy a Dracorex valójában egy fiatal Pachycephalosaurus, ahogy az időközben felvetődött.
A Charles W. Gilmore által 1931-ben elnevezett P. wyomingensis a típusfaj és jelenleg a Pachycephalosaurus egyetlen érvényes faja. A nevet az USNM 12031 jelzésű részleges koponyának adta, ami a wyomingi Niobrara megyéből, a Lance-formációból származik. Gilmore az új fajt a T. wyomingensis néven a Troodon nemhez kapcsolta. Ebben az időben az őslénykutatók úgy gondolták, hogy az akkor még csak a fogai alapján ismert Troodon megegyezett a hasonló fogú Stegocerasszal. Ennek megfelelően a jelenlegi pachycephalosauridák Charles M. Sternberg 1945-ös helyreigazításáig a Troodontidae családhoz tartoztak.
1943-ban, Barnum Brown és Erich Maren Schlaikjer, újabb, teljesebb leletanyag alapján létrehozta a Pachycephalosaurus nemet, és típusfajjá tette a „T. wyomingensist”. Két további fajt is elneveztek: a Pachycephalosaurus grangerit és a Pachycephalosaurus reinheimerit. A P. grangeri holotípusa az AMNH 1696 jelzésű lelet, egy majdnem teljes koponya, ami a montanai Carter megyében levő Ekalakából, a Hell Creek-formációból származik. A P. reinheimeri a DMNH 469 jelzésű leletén, egy kupolán és egy kevés hozzá kapcsolódó elemen alapul, melyek a dél-dakotai Corson megyéből, a Lance-formációból kerültek elő. Ezt a két későbbi fajt 1983 óta a P. wyomingensis szinonimájának tekintik.
A Gerinces Őslénytani Társaság (Society of Vertebrate Paleontology) 2007-es éves találkozóján Jack Horner a Montanai Állami Egyetem (Montana State University) őslénykutatója bizonyítékot mutatott be arra vonatkozóan, hogy a Dracorex és a Stygimoloch a Pachycephalosaurus fiatal formái lehetnek.

## Ősbiológia
Majdnem minden Pachycephalosaurus fosszíliát a Lance és a Hell Creek-formációban, az Egyesült Államok nyugati részén fedeztek fel. A Pachycephalosaurus mellett élt pachycephalosaurusok csoportjának két további tagjai is, a Dracorex és Stygimoloch. Az ebben az időben ugyanitt élő dinoszauruszok közé tartozott a Thescelosaurus, a hadrosauridák közé tartozó Edmontosaurus és Anatotitan, a ceratopsidák közé tartozó Triceratops és Torosaurus, az ankylosauridák közé tartozó Ankylosaurus valamint a theropodák közé tartozó Ornithomimus, Dromaeosaurus és Tyrannosaurus.
A tudósok egyszer felvetették, hogy a Pachycephalosaurus és rokonai a kanadai vadjuh és a keleti pézsmatulok két lábon járó megfelelői voltak, vagyis a hímek fejjel előre egymásnak rontottak. Emellett azt hitték, hogy az öklelés során létrejövő feszültség elvezetéséhez a fejüket, a nyakukat és a testüket vízszintesen tartották. Jelenleg azonban úgy gondolják, hogy a pachycephalosaurusok nem használták ilyen módon a kupolájukat.
Először is a koponyatető nem viselte volna el egy ilyen öklelés hatását. Nincsenek hegek vagy más sérülések a fosszilizálódott Pachycephalosaurus koponyákon. Emellett a nyak és a hát elülső részének csigolyái azt mutatják, hogy a nyak S vagy U alakban meghajlott, és nem egyenesen helyezkedett el, így nem volt alkalmas az egyenes irányú fejelésre. Végül a koponya lekerekített formája csökkentette az érintkező felület méretét a fejelés során, amitől az ütés lepattant.
Valószínűbb, hogy a Pachycephalosaurus és más pachycephalosaurida nemek oldalról fejeltek a fajtársakkal vívott harcok során. Ebben az esetben egy példány az ellenfelével nagyjából párhuzamosan vagy vele szemben állhatott, fenyegetéssel próbálva elijeszteni a másikat. Ha az ijesztés nem járt sikerrel, a Pachycephalosaurus a fejét lefelé és oldalra hajlítva oldalba üthette az ellenfelét. Ez az elmélet, amit aránylag széles körben támogatnak a legtöbb pachycephalosaurusszal kapcsolatban, olyan módszert ír le, ami megóvja a létfontosságú szerveket a sérüléstől. Az oldalról fejelés elméletét először Sues vetette fel 1978-ban és Ken Carpenter terjesztette el 1997-ben.

### Táplálkozás
A tudósok még nincsenek tisztában azzal, hogy ezek a dinoszauruszok mit ettek. Nagyon kis, tarajos fogaikkal nem rághattak durva, rostos növényeket olyan hatékonyan, ahogyan azt más dinoszauruszok tették az adott időben. Felmerült, hogy a pachycephalosaurusok vegyesen fogyasztottak leveleket, magvakat, gyümölcsöket és rovarokat. Az éles, recés fogak nagyon alkalmasak lehettek a növények darabolására.

## Popkulturális hatás
Az állat az alábbi populáris tartalmakban tűnik fel:
- Jurassic park 2: az elveszett világ. (1997-es film, forgatókönyvének alapja Michael Crichton Az elveszett világ című könyve.

## Fordítás
Ez a szócikk részben vagy egészben a Pachycephalosaurus című angol Wikipédia-szócikk ezen változatának fordításán alapul.  Az eredeti cikk szerkesztőit annak laptörténete sorolja fel. Ez a jelzés csupán a megfogalmazás eredetét és a szerzői jogokat jelzi, nem szolgál a cikkben szereplő információk forrásmegjelöléseként.